# Juskova Voľa
Juskova Voľa es un municipio del distrito de Vranov nad Topľou en la región de Prešov, Eslovaquia, con una población estimada a final del año 2024 de 287 habitantes.
Se encuentra ubicado en el centro-sur de la región, cerca del río Topľa (cuenca hidrográfica del río Tisza) y de la frontera con la región de Košice.

## Demografía
| Año        | 1994 | 2004     | 2014    | 2024     |
| ---------- | ---- | -------- | ------- | -------- |
| Población  | 278  | 315      | 320     | 287      |
| Diferencia |      | +13,30 % | +1,58 % | −10,31 % |

| Año        | 2023 | 2024    |
| ---------- | ---- | ------- |
| Población  | 288  | 287     |
| Diferencia |      | −0,34 % |